# Бархударов, Леонид Степанович
Леонид Степанович Бархударов (1923—1985) — советский лингвист, специалист по теории перевода, доктор филологических наук, главный редактор журнала «Тетради переводчика», профессор Института иностранных языков им. М.Тореза.

## Биография
Родился в семье советского лингвиста, специалиста по морфологии, синтаксису и лексике русского языка С. Г. Бархударова. Начал филологическое образование в Ленинградском университете, однако не смог продолжить его из-за начала Великой Отечественной войны. После окончания войны продолжил обучение в московском Военном институте иностранных языков. Защитил кандидатскую диссертацию «Семантика связочных глаголов в современном английском языке» (1951), работал заведующим кафедрой английского языка. Впоследствии получил степень доктора филологических наук за диссертацию «Проблемы синтаксиса простого предложения современного английского языка» (тт. 1-2, 1965). С 1965 года — преподаватель Института иностранных языков им. М. Тореза. Заведовал в разное время кафедрой перевода, кафедрой грамматики. В последние годы возглавлял факультет повышения квалификации для преподавателей английского языка. Был главным редактором журнала «Тетради переводчика» на протяжении длительного времени. Умер в 1985 году, похоронен на Кунцевском кладбище.
Брат Алексей Степанович Бархударов (1927—2001) — востоковед.

## Основные работы
- Грамматика английского языка (в систематическом изложении). М.: Издательство литературы на иностранных языках, 1960; 7-е изд. (в соавт. с Д. А. Штеллингом)
- Структура простого предложения современного английского языка. М.: Высшая школа, 1966 (Библиотека филолога); 2-е изд.: М.: ЛКИ, 2008, 2012, 2019. ISBN 978-5-382-00610-9
- Очерки по морфологии современного английского языка. М.: Высшая школа, 1975 (Библиотека филолога); 2-е изд., доп.: М., 2009. ISBN 978-5-397-00651-4
- Введение в трансформационно-порождающую грамматику английского языка : Учеб. пособие / [Сост. Бархударов Л. С.]. М.: МГПИИЯ 1983. 97 с.
- Язык и перевод. Вопросы общей и частной теории перевода. М.: ЛКИ, 2007; 6-е изд. 2016. ISBN 978-5-382-00577-5